# Honda Civic 8. Generation
| Sterne im Euro-NCAP-Crashtest (2007)                 |                               |
| Sterne im Euro-NCAP-Crashtest des Honda Civic (2009) |                               |
| Sterne im US NCAP-Crashtest (Nach Facelift) (2011)   | 3 Sterne im US NCAP-Crashtest |

Der Honda Civic der achten Generation wurde ab dem 14. Januar 2006 in Deutschland zum Verkauf angeboten. Er war mit verschiedenen Ottomotoren sowie mit einem von Honda entwickelten Dieselmotor erhältlich.
Das Aussehen lehnt sich sehr stark an eine Konzept-Version an, die im Frühjahr 2005 auf dem Genfer Auto-Salon gezeigt wurde. 2006 wurde der Wagen bei den Red Dot Design awards mit dem Preis „best of the best“ ausgezeichnet.
Am 20. Mai 2006 begann der deutsche Verkauf des neuen Civic Hybrid (Nachfolger des Civic IMA). Die weiterentwickelte Hybrid-Version leistet nun 85 kW (115 PS) statt 61 kW (83 PS).
Ein gutes Jahr nach dem Start des Fünftürers wurde die Civic-Baureihe durch die beiden Dreitürer Type R (deutscher Verkaufsstart 31. März 2007) und Type S (12. Mai 2007) ergänzt.
Die europäischen Civic-Versionen wurden im Honda-Werk im englischen Swindon gebaut. Im November 2007 lief dort bereits der millionste Civic vom Band.
Im Herbst 2007 wurde das Sicherheitssystem des Civic optimiert. Die einstufigen Frontairbags wurden durch zweistufige Airbags ersetzt, zudem wurden die Seitenairbags vergrößert und der Auslösezeitpunkt der Gurtstraffer angepasst.
Für das Modelljahr 2008 wurden außerdem die Befestigungspunkte der vorderen Fußmatten vom Sitzgestänge in den Bodenteppich verlegt, deshalb gibt es ab diesem Modelljahr andere Fußmattensätze.
Im Herbst 2008 wurde der Civic überarbeitet. Er erhielt andere Frontschürzen und Scheinwerfer sowie geänderte Heckleuchten.
In Kanada wird das Modell auch als Acura CSX angeboten, wo es den Acura EL ersetzt. Der Acura CSX ist weitgehend baugleich mit dem außerhalb Nordamerikas angebotenen, viertürigen Honda Civic mit Stufenheck. In Deutschland, Österreich und der Schweiz ist aus dieser Modellreihe nur der Civic Hybrid erhältlich. Die in Nordamerika und China angebotenen Honda-Civic-Modelle haben eine etwas abgeänderte Scheinwerfer- und Rücklichtkonfiguration sowie eine etwas einfachere Innenausstattung.
Im September 2011 wurde auf der IAA in Frankfurt die neunte Generation des Civic vorgestellt.

## Motoren und Ausstattungen
Als Motorisierung sind der aus dem Jazz bekannte i-DSI-Motor mit 1,3 l Hubraum, ein neuer 1,3-l- sowie 1,8-l-i-VTEC-Motor und der bereits aus dem Accord bekannte 2,2-l-i-CTDi-Dieselmotor von Honda erhältlich. Der Type R hat einen 2,0-l-i-VTEC-Motor mit 201 PS. Alle Motoren haben ein 6-Gang-Schaltgetriebe. Der 1,4-l-i-DSI-Motor und der 1,8-l-i-VTEC-Motor sind auch mit dem automatisierten 6-Gang-Schaltgetriebe iShift erhältlich. Ab Modelljahr 2009 ist iShift nur noch zusammen mit dem 1,4-l-i-VTEC-Motor erhältlich. Die kleinsten Ottomotoren haben 1339 cm³ Hubraum, werden jedoch als "1,4" bezeichnet.

### Ausstattungsversionen
Basis: 6 Airbags, VSA (vehicle stability assist) Fahrzeugstabilitätshilfe wie ESP, elektrische Fensterheber, Multifunktionsdisplay, Multifunktionslenkrad, ZV mit Funk, elektrisch beheiz- und verstellbare Außenspiegel
Comfort: zusätzlich Klimaautomatik, CD/MP3-Radio, aktive Kopfstützen
Sport: zusätzlich 16″- bzw. 17″-Leichtmetallfelgen, Nebelscheinwerfer, Licht- und Regensensor, Alarmanlage, elektrisch anklappbare Außenspiegel, Tempomat, Lederlenkrad
Executive: zusätzlich Xenon-Scheinwerfer, Sitzheizung vorn, Zwei-Zonen-Klimaautomatik, Panorama-Glasdach, Einparkhilfe hinten (Sonderausstattung)
GT, zusätzlich zu Sport: Frontgrill im Wabendesign, Sitzbezüge in Stoff-Lederdesign-Kombination, Stoßfänger vorne und hinten, Radhauseinfassungen sowie Seitenschweller vollständig in Wagenfarbe lackiert, Leichtmetallfelgen in abgedunkeltem Design, Türgriffe und Tankdeckel in dunklem Chrom-Design, Parkhilfe hinten.
Type S: ähnlich wie Sport, straffere Fahrwerksabstimmung, Alcantara-Stoff-Sitze. Advantage-Paket mit Alarmanlage, elektrisch anklappbaren Außenspiegeln, Tempomat, Licht- und Regensensor, Nebelscheinwerfern, Sitzheizung vorn und Zwei-Zonen-Klimaautomatik gegen Aufpreis.
Type R: zusätzlich zum Type S mit Advantage-Paket, Xenon-Scheinwerfer, Schalensitze, eigenständige Designmerkmale, 18″-Leichtmetallfelgen.

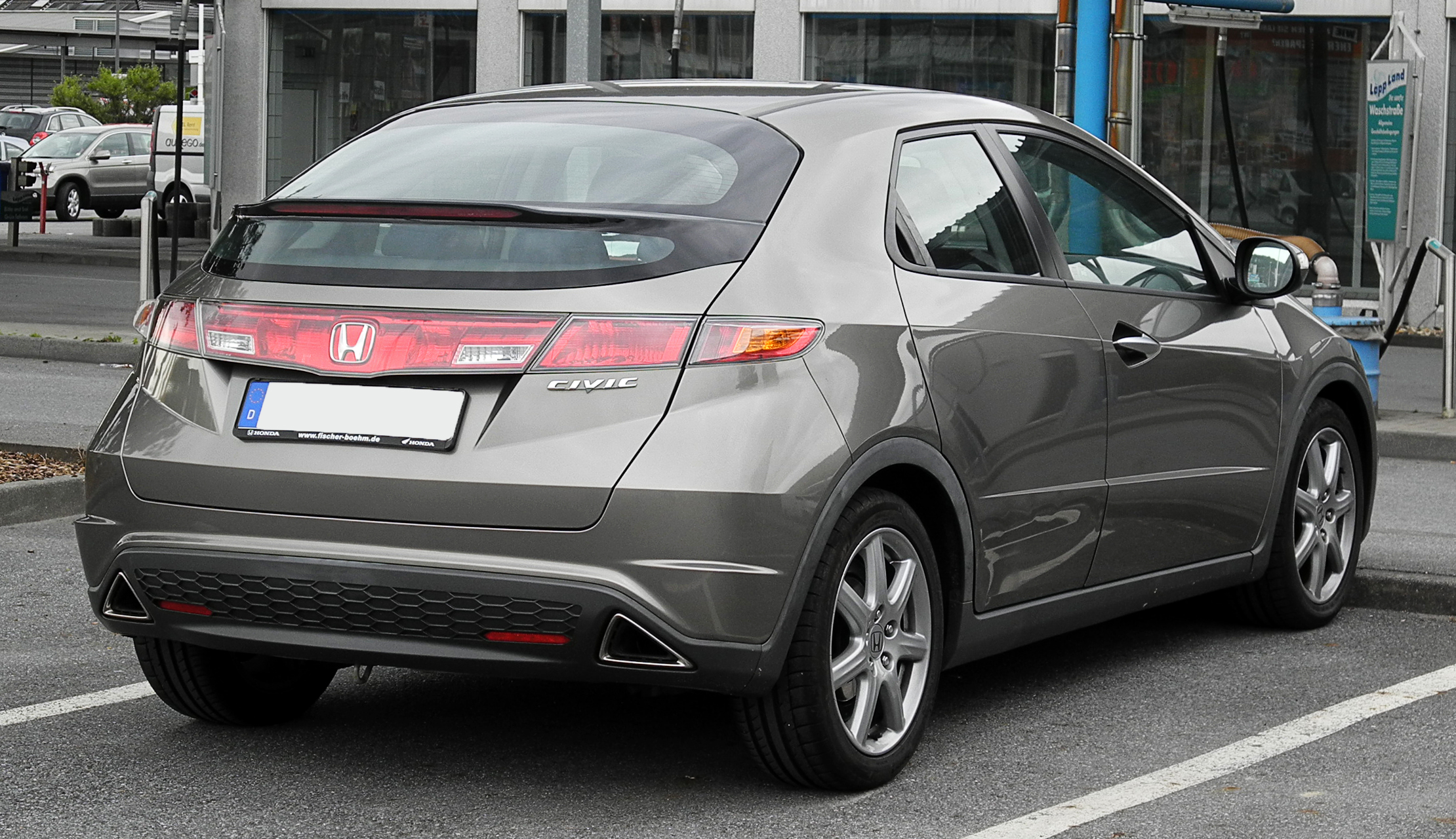
Heckansicht
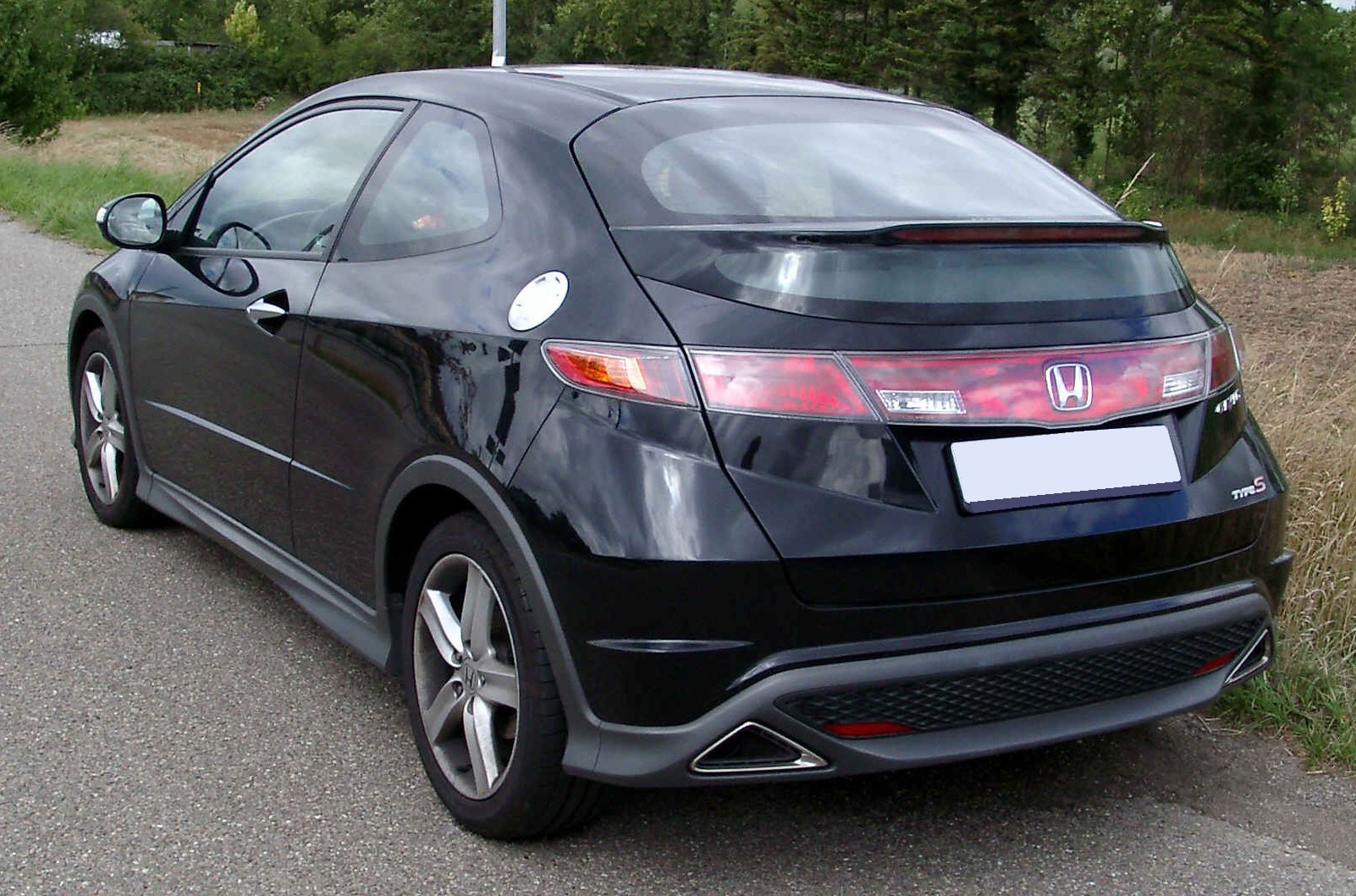
Honda Civic Type S (2007–2008)
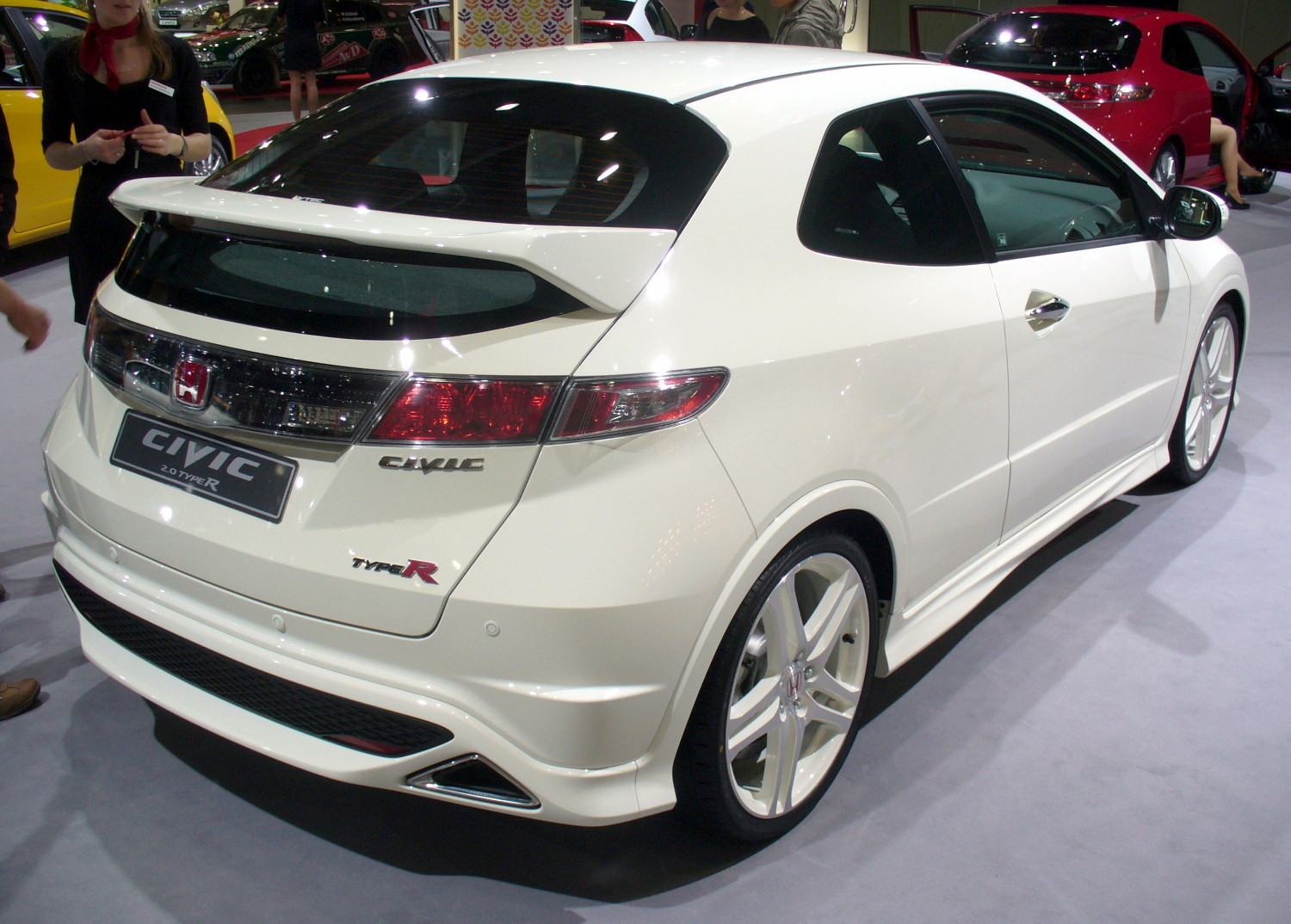
Honda Civic Type R (2007–2008)
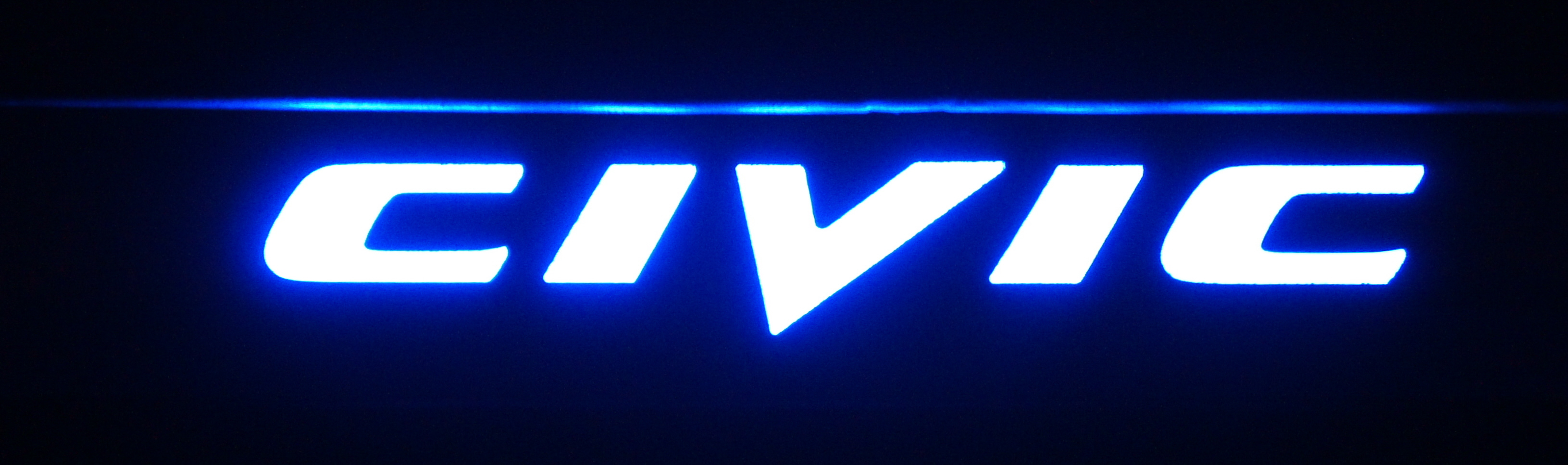
Schriftzug im Türschweller des Sondermodells „50 Jahre Edition“

### Außenfarben
"Milano Red" war als einzig verfügbarer Unilack ohne Aufpreis zu bestellen. Bei den restlichen Außenfarben handelte es sich um Metallic- oder Perleffekt-Lackierungen, die aufpreispflichtig waren.
Alle Außenfarben (Fünftürer und Dreitürer)
| Nighthawk Black Pearl bis 2008 | Crystal Black Pearl ab 2008 | Milano Red                | Deep Bronze Pearl bis 2008 | Ionized Bronze Metallic ab 2008 | Cosmic Gray Pearl nur 2006 | Blueish Silver Metallic          | Galaxy Gray Metallic              | Champagne Silver Metallic   |
| Polished Metal Metallic        | Urban Titanium Metallic     | Vivid Blue Pearl bis 2008 | Royal Blue Pearl ab 2008   | Cerulean Blue Metallic          | Alabaster Silver Metallic  | Deep Sapphire Blue Pearl ab 2008 | Tangerine Orange Metallic ab 2008 | Premium White Pearl ab 2008 |

Alle Außenfarben (Type R)
| Nighthawk Black Pearl bis 2008 | Crystal Black Pearl ab 2008 | Alabaster Silver Metallic | Milano Red | Deep Bronze Pearl | Championship White limitierte Sonderedition | Deep Sapphire Blue Pearl |

### Fünftürer
| Modell     | Modellcode | Ausführung                                | Hubraum  | Leistung kW (PS) bei 1/min | Drehmoment Nm bei 1/min | Motorcode | Motorart | 0–100 km/h | Bauzeitraum     |
| Benziner   | Benziner   | Benziner                                  | Benziner | Benziner                   | Benziner                | Benziner  | Benziner | Benziner   | Benziner        |
| ---------- | ---------- | ----------------------------------------- | -------- | -------------------------- | ----------------------- | --------- | -------- | ---------- | --------------- |
| 1.4        | FK1        | Basis, Comfort, Sport                     | 1339 cm³ | 61 (83)/5700               | 119/2800                | L13A7     | i-DSI    | 14,6 s     | 11/2005–11/2008 |
| 1.4        | FK1        | Basis, Comfort, Sport, GT (in Österreich) | 1339 cm³ | 73 (99)/6000               | 127/4800                | L13Z1     | i-VTEC   | 13,0 s     | 11/2008–09/2011 |
| 1.8        | FK2        | Comfort, Sport, Executive, GT             | 1799 cm³ | 103 (140)/6300             | 174/4300                | R18A2     | i-VTEC   | 8,9 s      | 11/2005–09/2011 |
| Diesel     |            |                                           |          |                            |                         |           |          |            |                 |
| 2.2 i-CTDi | FK3        | Comfort, Sport, Executive                 | 2204 cm³ | 103 (140)/4000             | 340/2000                | N22A2     | i-CTDi   | 8,6 s      | 01/2006–08/2010 |

i-DSI = intelligent Dual & Sequential Ignition

### Dreitürer (Type S/Type R)
| Modell     | Modellcode | Ausführung | Hubraum  | Leistung kW (PS) bei 1/min | Drehmoment Nm bei 1/min | Motorcode   | Motorart | 0–100 km/h | Bauzeitraum     |
| Benziner   | Benziner   | Benziner   | Benziner | Benziner                   | Benziner                | Benziner    | Benziner | Benziner   | Benziner        |
| ---------- | ---------- | ---------- | -------- | -------------------------- | ----------------------- | ----------- | -------- | ---------- | --------------- |
| 1.4        | FN4        | Type S     | 1339 cm³ | 73 (99)/6000               | 127/4800                | L13Z1/L13Z2 | i-VTEC   | 13,0 s     | 11/2008–09/2011 |
| 1.8        | FN1        | Type S     | 1799 cm³ | 103 (140)/6300             | 174/4300                | R18A2       | i-VTEC   | 8,9 s      | 03/2007–09/2011 |
| 2.0 Type R | FN2        | Type R     | 1998 cm³ | 148 (201)/7800             | 193/5600                | K20Z4       | i-VTEC   | 6,6 s      | 01/2007–12/2010 |
| Diesel     |            |            |          |                            |                         |             |          |            |                 |
| 2.2 i-CDTi | FN3        | Type S     | 2204 cm³ | 103 (140)/4000             | 340/2000                | N22A1       | i-CDTi   | 8,6 s      | 06/2007–08/2010 |

### Coupé

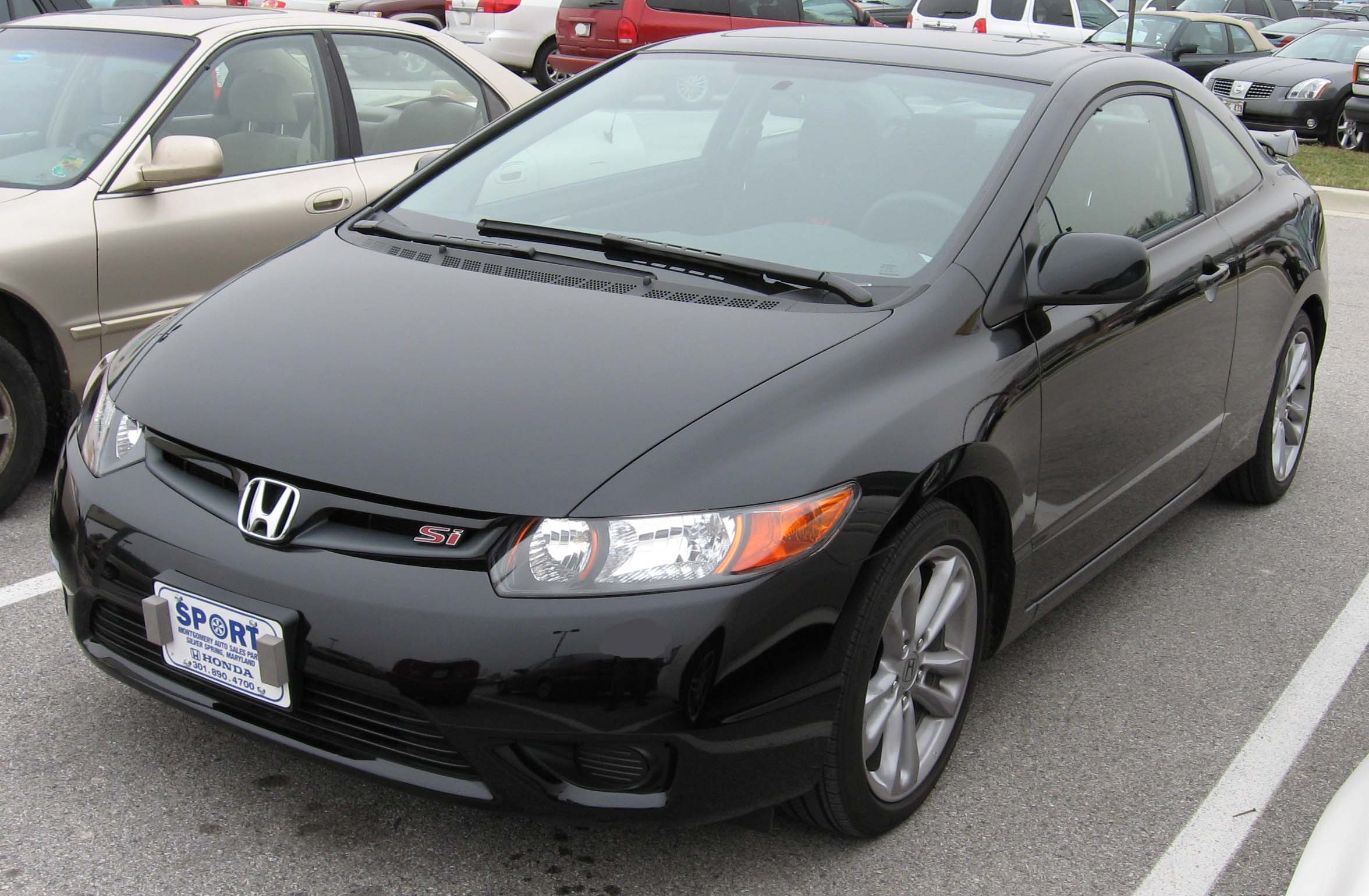
Honda Civic Coupé (US)

Das Coupé der achten Civic-Generation ist in Europa nicht erhältlich.
Das Coupé hat einen 2,0-l-Vierzylinder Motor (Typ K20Z3) der 147 kW (200 PS) leistet. Er hat ein maximales Drehmoment von 196 Nm und ist mit einem 6-Gang-Schaltgetriebe ausgestattet.

### Stufenheck
Die Stufenhecklimousine wird nicht in Deutschland verkauft; einzige Ausnahme war der Civic Hybrid.
Siehe Artikel Civic Hybrid. In Kanada wurde das Modell auch als Acura CSX verkauft.
| Modell              | Modell- code | Ausführung        | Hubraum  | Leistung kW (PS) bei 1/min        | Motorcode | Motorart                    | 0–100 km/h |
| Benziner            | Benziner     | Benziner          | Benziner | Benziner                          | Benziner  | Benziner                    | Benziner   |
| ------------------- | ------------ | ----------------- | -------- | --------------------------------- | --------- | --------------------------- | ---------- |
| 1.3i-DSI IMA Hybrid | FD3          | Comfort, Elegance | 1339 cm³ | 70 (95)/6000 + 15 kW (20 PS)/2000 | LDA2      | Elektro-/Benzinmotor Hybrid | 12,1 s     |

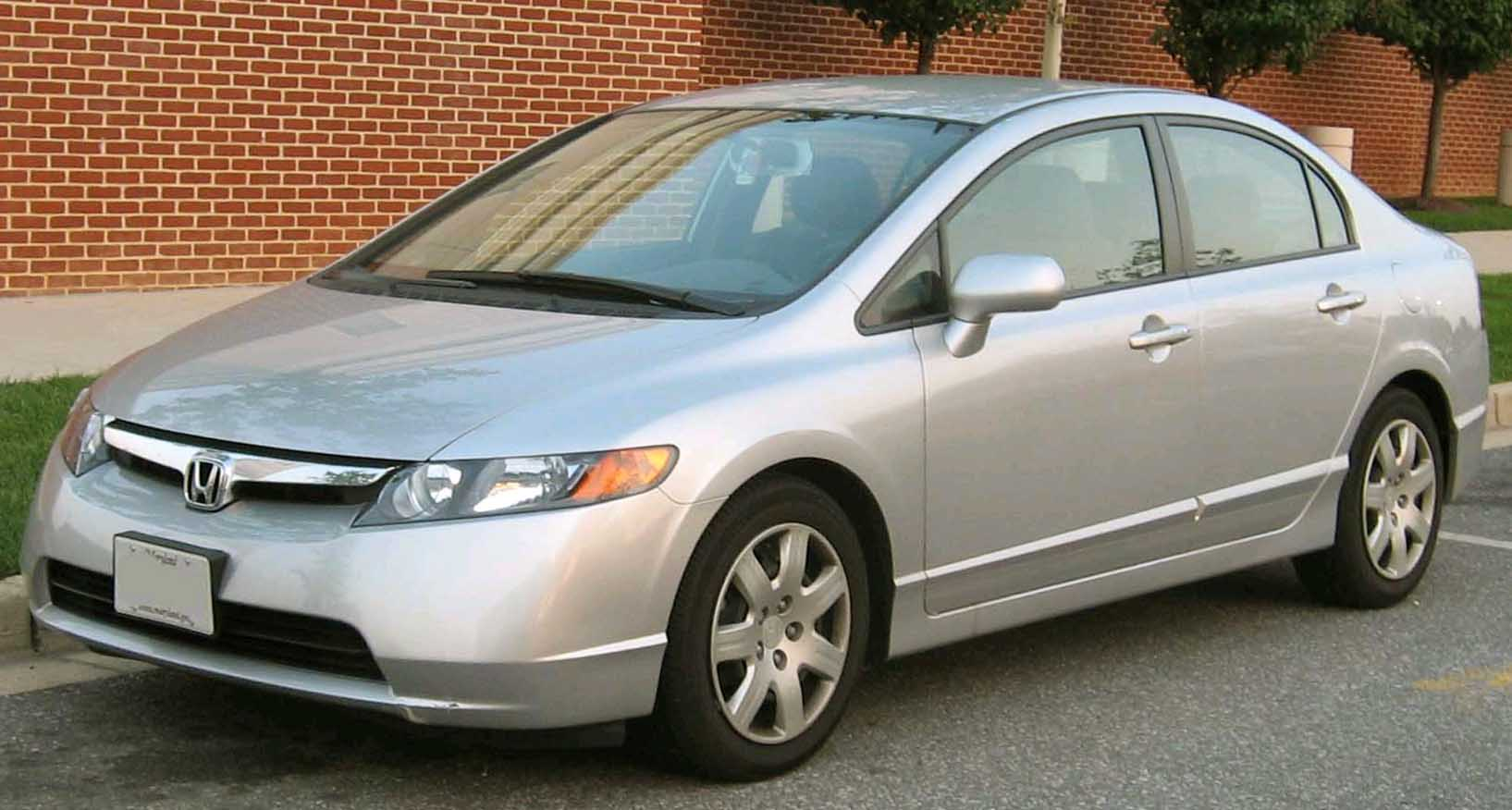
Honda Civic Sedan (US)
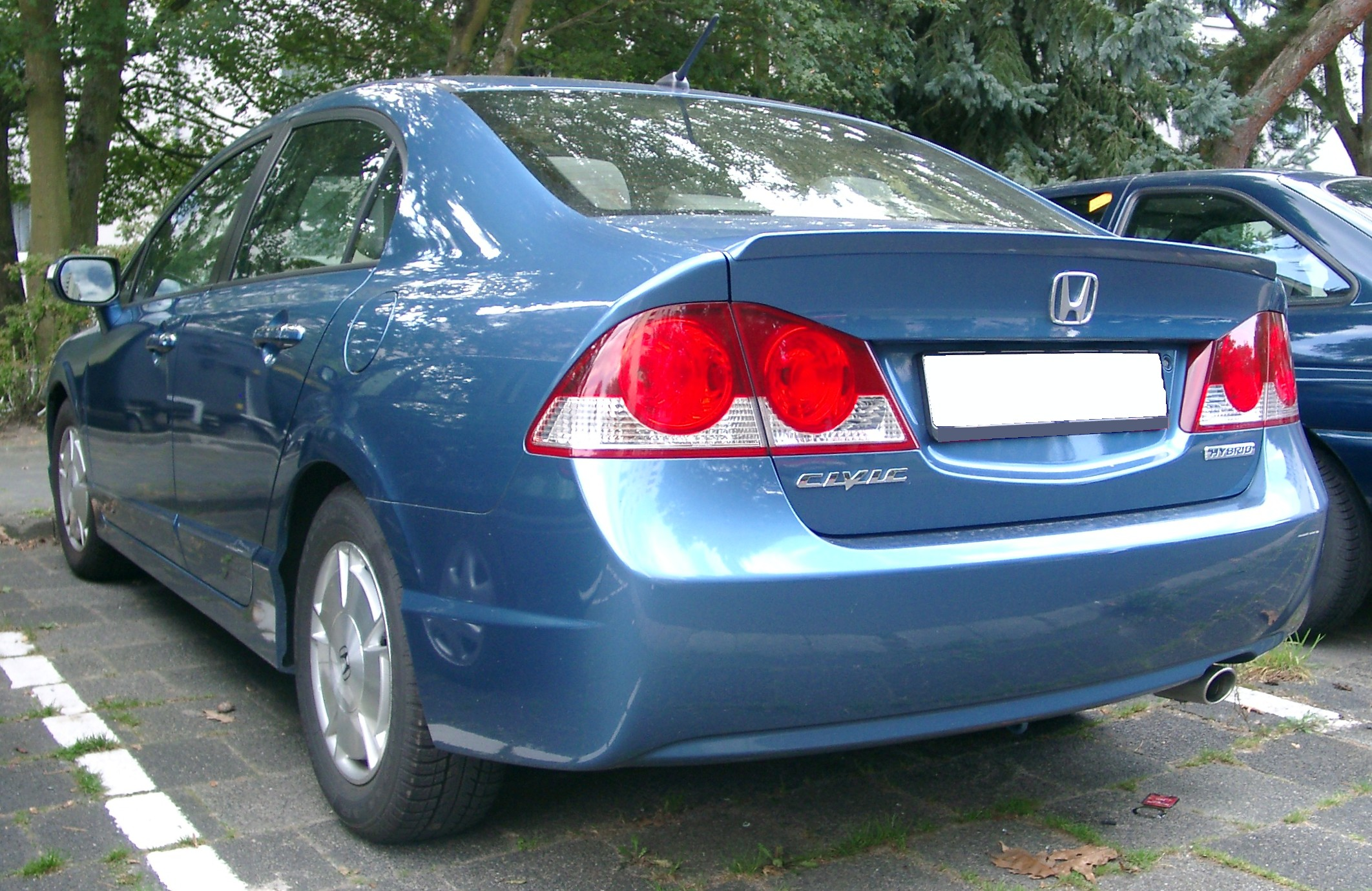
Honda Civic Hybrid
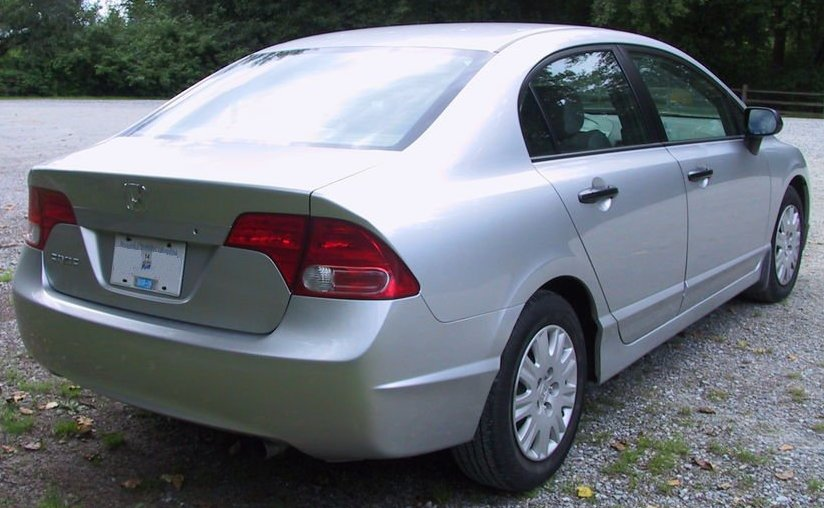
Honda Civic DX-G (Kanada)
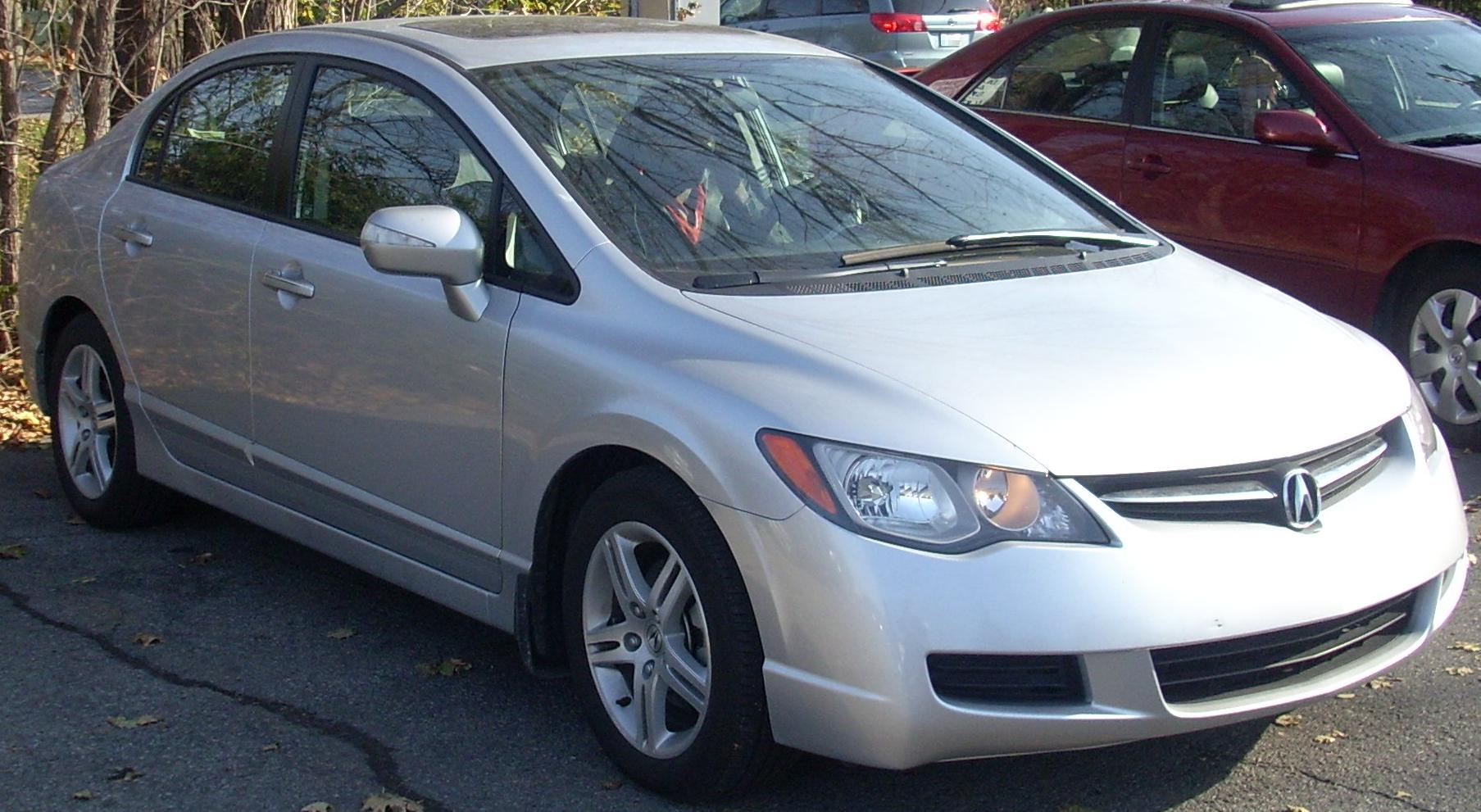
Acura CSX
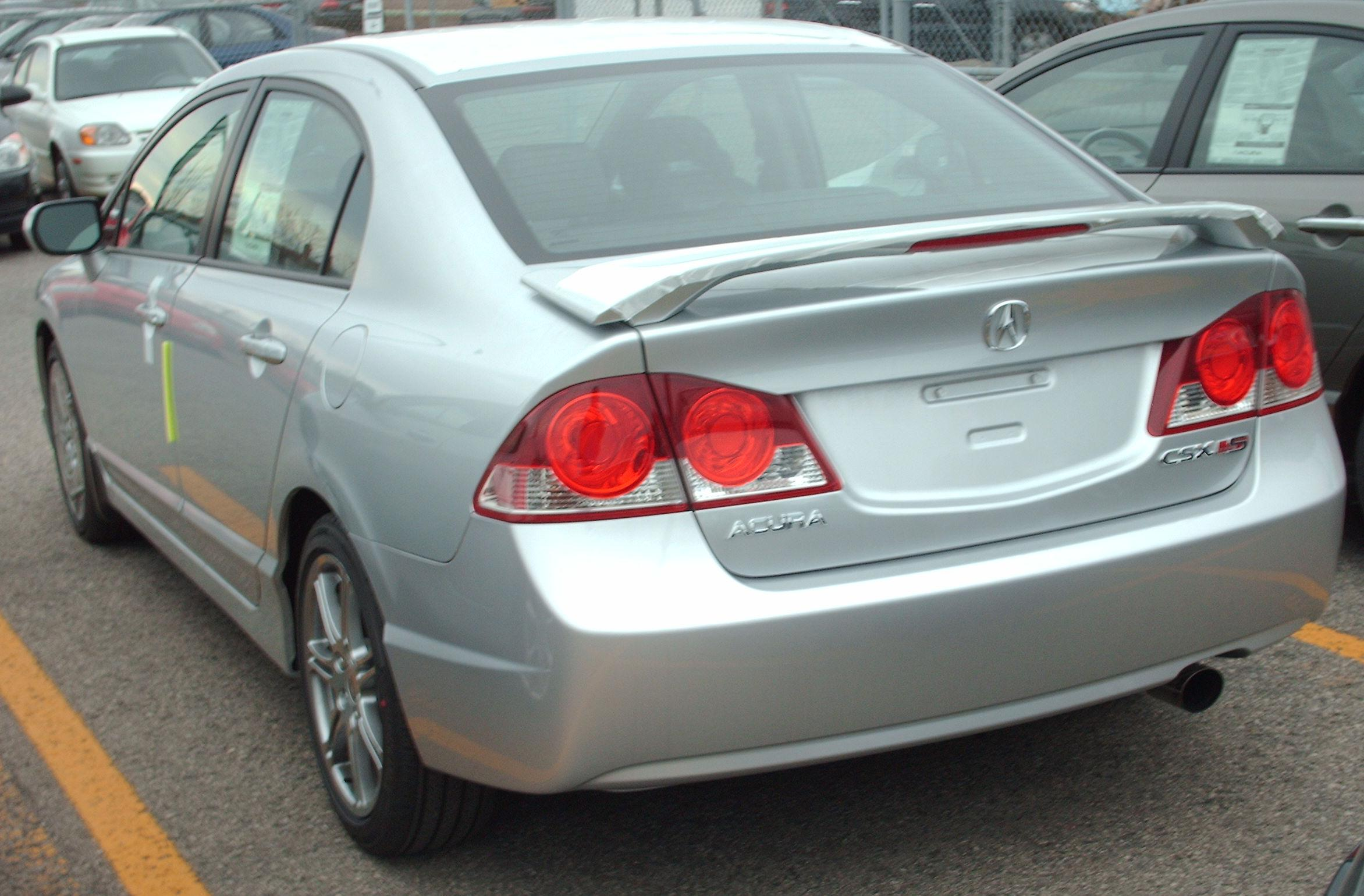
Heckansicht

## Modellpflege
Auf der Paris Motor Show (Mondial de l’automobile) vom 4. bis 19. Oktober 2008 wurde das Facelift für den Civic der achten Civic-Generation präsentiert und Anfang 2009 eingeführt. Die wichtigsten Änderungen:
- der Fünftürer erhielt eine geänderte Front mit Gittereinsätzen, die Front des Type S wurde optisch mehr dem Type R angeglichen
- Fünftürer und Type S erhielten geänderte Rückleuchten, der Fünftürer auch geänderte Front- und Heckschürzen
- die Schürzen rundum sind beim Type S mit Advantage-Paket nun in Wagenfarbe lackiert
- der 1.4 i-DSI-Motor wurde durch den 1.4l i-VTEC-Motor mit 100 PS, der schon im neuen Honda Jazz vorgestellt wurde, ersetzt. Dieser Motor ist nun auch für den Type S erhältlich
- für den neuen 1.4l i-VTEC-Motor ist das überarbeitete iShift-Getriebe erhältlich
- für den 1,8 l i-VTEC-Motor ist das iShift-Getriebe in einer neuen Version mit Sportmodus nur noch für den Type S lieferbar, für den Fünftürer kommt eine konventionelle 5-Stufen-Automatik ins Programm

Außerdem wurden die Polsterstoffe verändert und die Hochglanz-Cockpitblende bei Fünftürer und Type S durch matten Kunststoff wie beim Type R ersetzt. Die Ausstattungen wurden aufgewertet.
Aufgrund der Abgasnorm Euro V wurden der Diesel und der Type R ersatzlos aus der Modellpalette in Deutschland gestrichen. Somit war das Fahrzeug ab dem 1. Januar 2011 nur noch mit den zwei Benzinmotoren mit 73 und 103 kW erhältlich.

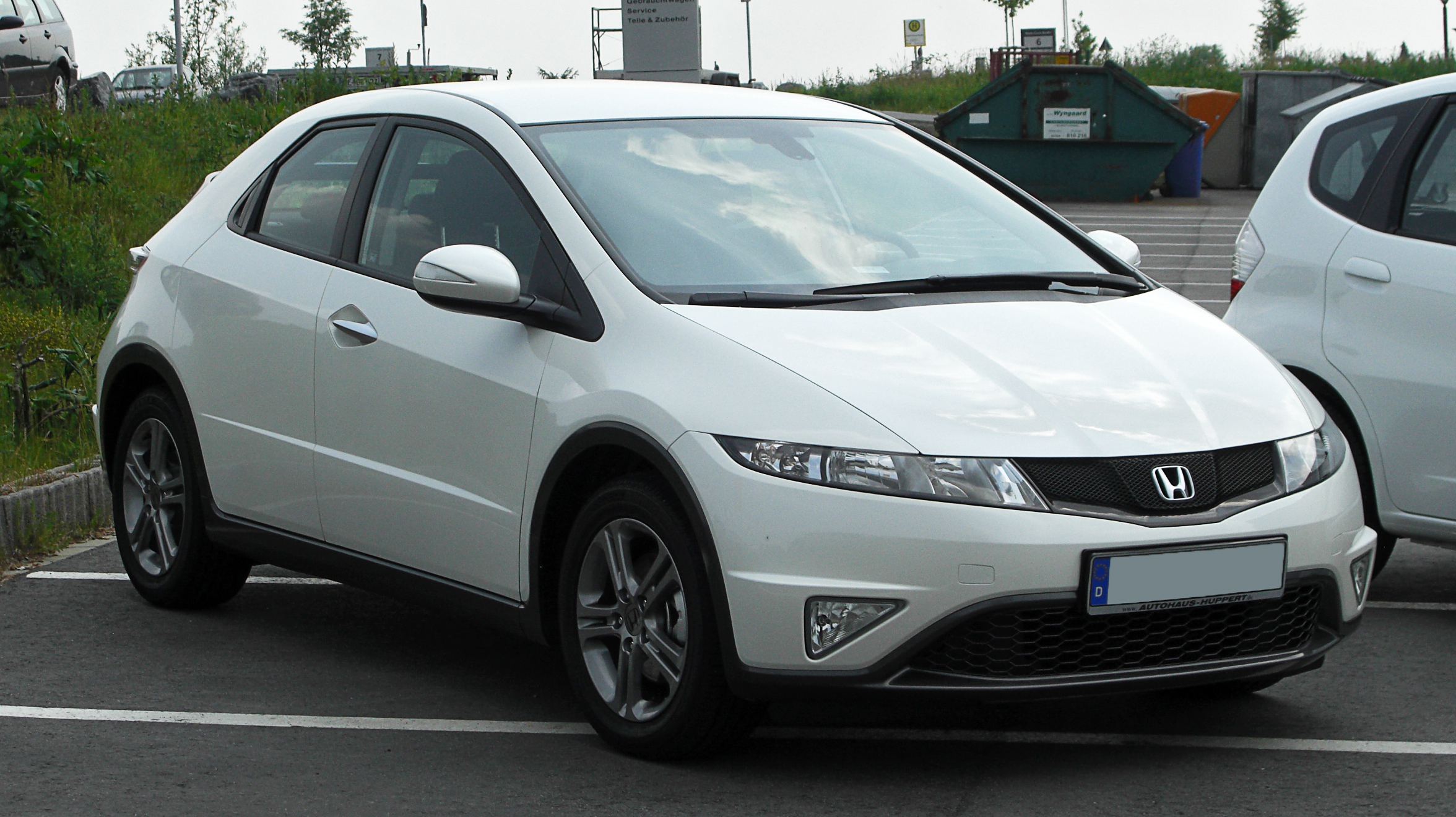
Honda Civic (2008–2011)
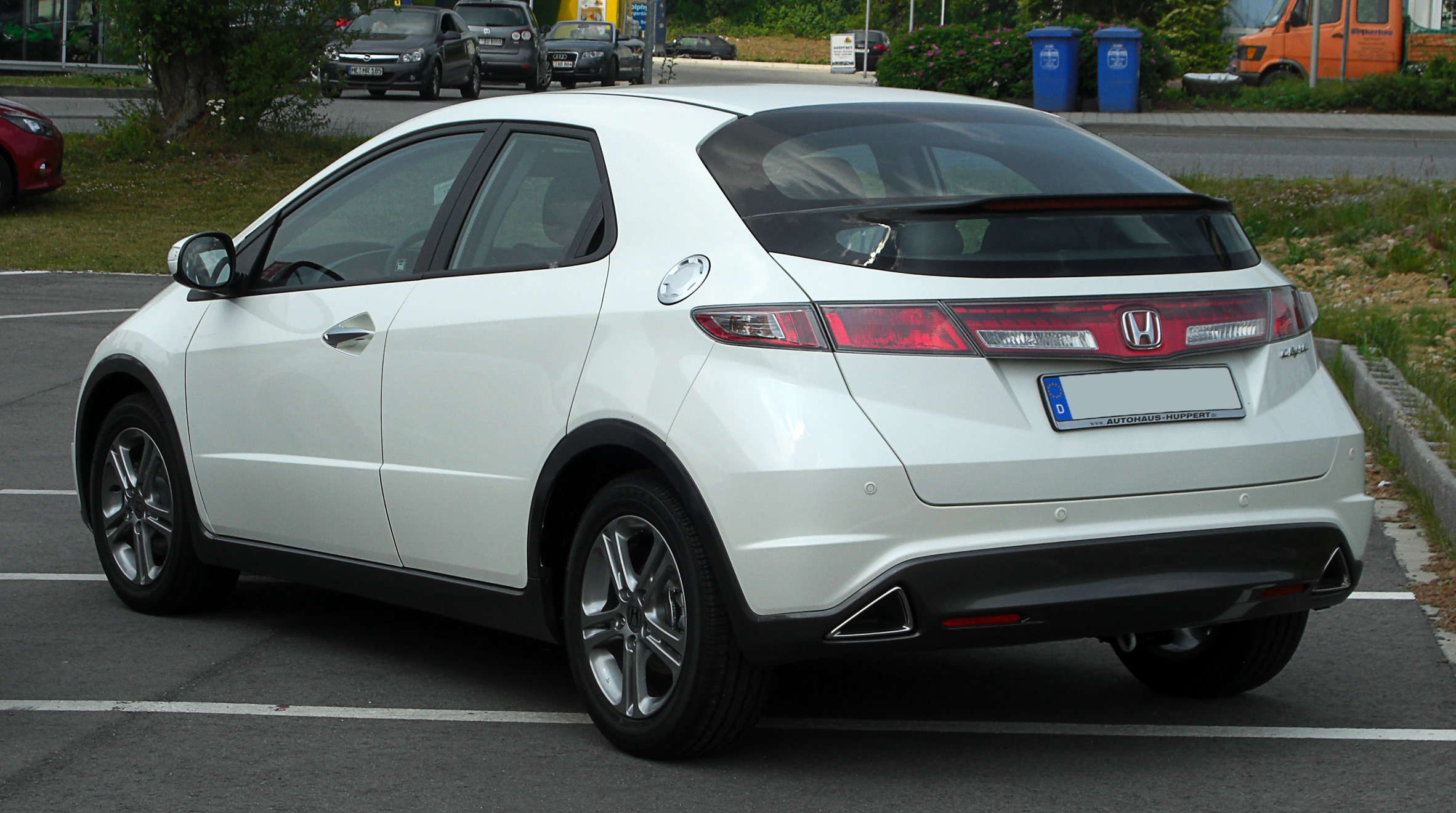
Heckansicht
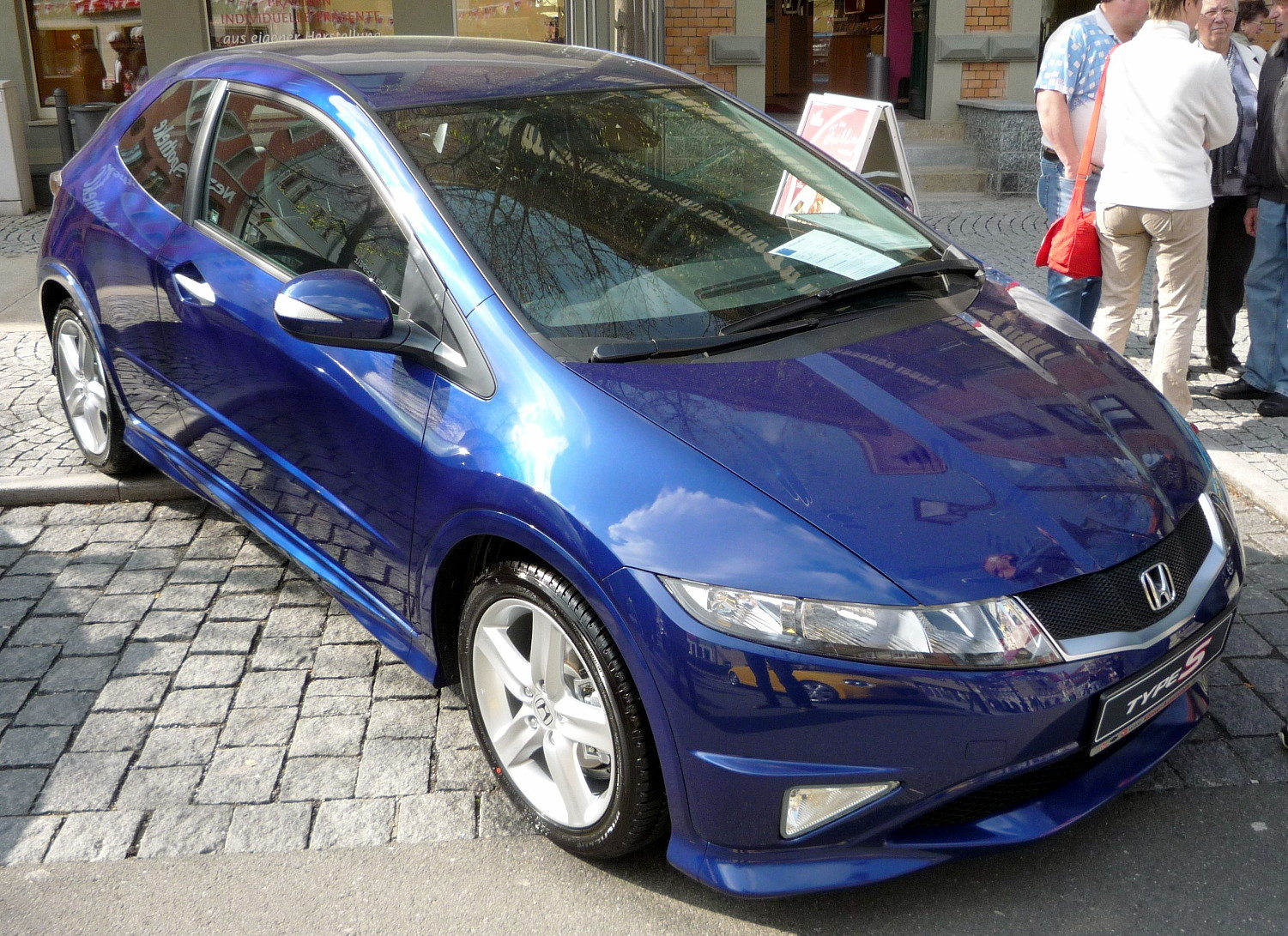
Honda Civic Type S (2008–2011)
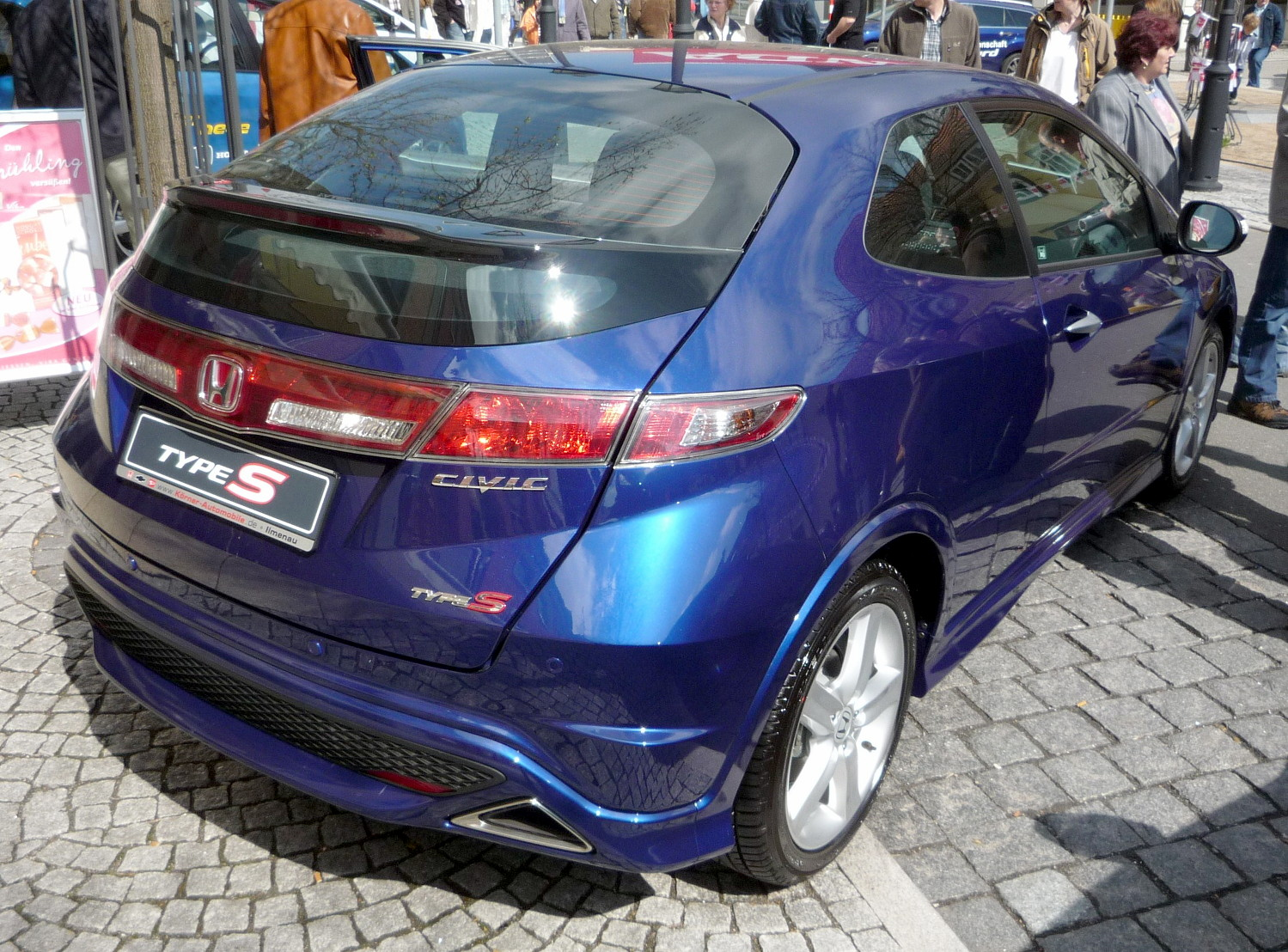
Heckansicht

### Sondermodell
Ab Januar 2011 wurde die 50 Jahre Edition angeboten, die mit Metallic-Lackierung, 18" Leichtmetallfelgen, Regen- und Lichtsensor, elektrisch anklappbaren Außenspiegeln, Tempomat, Lederlenkrad, Type-R-Design-Heckspoiler, Nebelscheinwerfern, Rückfahrsensoren, blau beleuchtetem Civic-Schriftzug in den Türschwellern vorne sowie Pedale und Tankdeckel in Renn-Optik ausgeliefert wurde. Xenonlicht und DVD-Navigationssystem mit Bluetooth-Freisprecheinrichtung waren optional erhältlich.

### Auszeichnungen
- 2009: Top Safety Pick 2010[9]